# Els tres Garrideb
L'aventura dels tres Garrideb (anglès: The Adventure of the Three Garridebs) és un dels 56 contes de Sherlock Holmes escrits per l'autor britànic Sir Arthur Conan Doyle. Una de les 12 històries del cicle recollides com L'arxiu de Sherlock Holmes (1927), es va publicar per primera vegada a Collier's als Estats Units el 25 d'octubre de 1924, i a The Strand Magazine al Regne Unit al gener de 1925.
Segons la narració inicial del doctor Watson, aquesta història està ambientada a "finals de juny de 1902... el mateix mes que Holmes va rebutjar un títol de cavaller per serveis que potser algun dia es descriuen". Aquest és un paral·lel a la cavalleria d'Arthur Conan Doyle al mateix temps.

## Trama
Holmes rep una carta d'un tal Nathan Garrideb del 136 de Little Ryder Street, demanant ajuda en una recerca molt peculiar. Està buscant un altre home amb el seu cognom inusual, perquè suposarà una herència de 5 milions de dòlars per a ell (equivalents a 162 milions de dòlars del 2022). Un altre home, John Garrideb, de Kansas, s'ha acostat a ell, que diu que necessita trobar-ne altres amb el mateix cognom.
El Garrideb nord-americà ve a veure Holmes i Watson al 221B de Baker Street, i sembla que no està molt satisfet que Nathan Garrideb hagi implicat un detectiu. Garrideb, que diu ser advocat, explica una història ridícula sobre Alexander Hamilton Garrideb, un milionari magnat terratinent que va conèixer a Kansas . Hamilton Garrideb va llegar el seu patrimoni de 15 milions de dòlars a John Garrideb amb la condició que trobés dos Garridebs més per compartir-los a parts iguals. Va venir a Anglaterra per buscar gent amb el nom, havent fracassat al seu propi país. Fins ara, només ha trobat en Nathan.

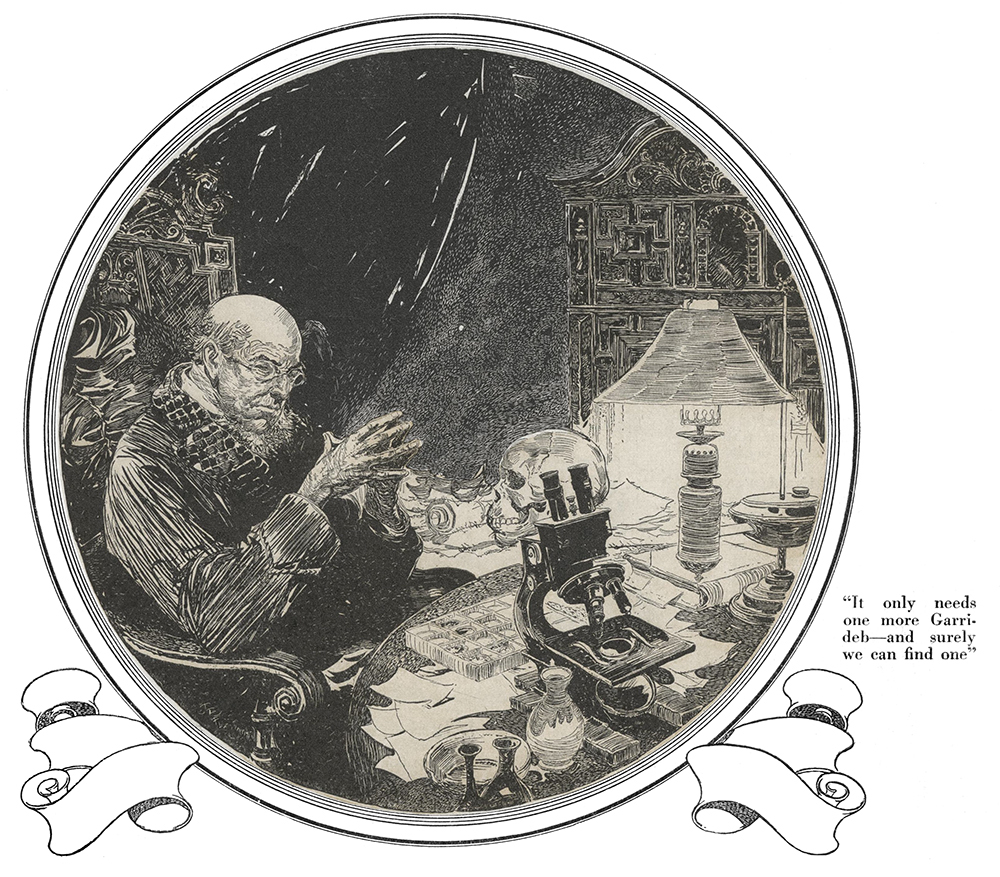
"Els tres Garrideb", il·lustració de John Richard Flanagan

Durant l'entrevista, Holmes detecta moltes discrepàncies en la història de John Garrideb, que van des que el temps que ha passat a Londres és òbviament més llarg del que afirma i el seu coneixement d'un alcalde completament fictici de la ciutat on Garrideb afirma haver viscut abans de venir a Anglaterra, però decideix no enfrontar-s'hi. Això desperta l'interès d'Holmes, i decideix contactar amb Nathan Garrideb per investigar més. En arribar al carrer Little Ryder, Holmes observa la placa de Nathan Garrideb fora de la casa. Òbviament fa anys que hi és; així que Holmes conclou que Garrideb és almenys el seu veritable cognom.
Resulta que Nathan Garrideb és un ancià excèntric gran que recull de tot, des de monedes antigues fins a ossos vells. Les habitacions de Garrideb semblen un petit museu. Evidentment, és un col·leccionista seriós, però no té res de gran valor a la seva col·lecció. Holmes descobreix que John Garrideb mai no ha demanat diners, ni ha suggerit cap línia d'acció. Nathan Garrideb no té cap motiu, segons sembla, per sospitar de John Garrideb. Això desconcerta a Holmes.
Durant la visita d'Holmes i Watson, John Garrideb arriba amb un estat d'ànim molt alegre. Aparentment, ha trobat un tercer Garrideb, com a prova del qual mostra un anunci al diari suposadament col·locat per un Howard Garrideb en el curs del seu negoci quotidià. Holmes veu a l'instant que John Garrideb ha col·locat ell mateix l'anunci des de diversos americanismes en l'ortografia i la redacció.
Malgrat les objeccions de Nathan Garrideb —perquè és un home que molt poques vegades surt, i molt menys viatja—, John Garrideb insisteix que Nathan vagi a Birmingham i conegui aquest Howard Garrideb. Ara per a Holmes ha quedat clar en què consisteix "l'amalgama de mentides". John Garrideb vol que Nathan Garrideb estigui fora de les seves habitacions una estona.
L'endemà porta informació fresca. Holmes va a veure l'inspector Lestrade a Scotland Yard i identifica a John Garrideb com a James Winter àlies Morecroft àlies "Matador" Evans, que va escapar de la presó després de disparar a tres homes als Estats Units. A Londres, va matar Rodger Prescott, un falsificador de Chicago la descripció del qual coincideix amb l'antic ocupant de l'habitació de Nathan Garrideb.
Holmes i Watson van a casa de Garrideb armats amb revòlvers. No han d'esperar gaire abans que aparegui l'hivern. Des del seu amagatall, Holmes i Watson veuen com el criminal utilitza una palanca per obrir una trampa que revela un petit celler. Capturen a Winter, però no abans d'aconseguir disparar dues vegades, colpejant a Watson a la cama. Per una vegada, Holmes mostra el seu costat humà; està angoixat per la lesió de Watson, i colpeja a Winter al cap amb la culata d'una pistola amb prou força com per treure sang, jurant que el dolent mai hauria sortit de les habitacions amb vida si hagués matat a Watson. Afortunadament, la ferida de Watson és superficial. El petit celler conté una impremta i piles de bitllets falsos, amagat allí per Prescott, l'home que Winter va matar.
L'hivern torna a la presó. Nathan Garrideb acaba en una residència d'avis, tan gran és la seva decepció, però molts homes del CID estan contents que l'equip de Prescott s'hagi trobat per fi. Watson sembla el més feliç pel desenllaç de l'aventura tot i estar ferit, i va declarar: "Valia la pena una ferida, va valer moltes ferides, per conèixer la profunditat de lleialtat i amor que hi havia darrere d'aquella màscara freda", des de la visió del pànic de Holmes i ràbia pel tiroteig del seu amic.

## Historial de publicacions
L'aventura dels tres Garridebs es va publicar als Estats Units a Collier's el 25 d'octubre de 1924, i al Regne Unit a The Strand Magazine el gener de 1925. La història va ser publicada amb tres il·lustracions de John Richard Flanagan a Collier's, i amb cinc il·lustracions de Howard K. Elcock in The Strand. Va ser inclòs a la col·lecció de contes L'arxiu de Sherlock Holmes, que es va publicar al Regne Unit i als Estats Units el juny de 1927.
Tal com va assenyalar Wilma Morgan, Els tres Garridebs ocupa molts elements argumentals utilitzats en la història molt anterior "La lliga dels Pèl-rojos: "Ambdues històries presenten un solter de mitjana edat, més aviat ingenu, sedentari, que s'asseu en un lloc de gran interès per a delinqüents astuts. I en ambdues històries, es prepara un engany molt elaborat, que implica un llegat fals d'un ric americà de ficció. per tal d'aconseguir que el solter se'n vagi i deixi als criminals un camp clar, que hauria funcionat bé si Sherlock Holmes no hagués vist l'engany. Una diferència entre les dues històries —i no estic segur que sigui una millora— és que en el segon cas, a diferència del primer, el solter innocent està profundament ferit i danyat per l'engany que se li va fer".

## Adaptacions

### Ràdio
La història va ser adaptada per Edith Meiser com a episodi de la sèrie de ràdio nord-americana The Adventures of Sherlock Holmes. L'episodi es va emetre el 2 de juny de 1932, amb Richard Gordon com Sherlock Holmes i Leigh Lovell com el Dr. Watson.
Altres dramatitzacions de la història es van emetre a la sèrie de ràdio nord-americana The New Adventures of Sherlock Holmes el 25 de desembre de 1939 (amb Basil Rathbone com a Holmes i Nigel Bruce com a Watson, i també adaptada per Meiser) i el 9 de maig de 1949 (amb John Stanley). com Holmes i Wendell Holmes com Watson).
Una adaptació radiofònica de la història, dramatitzada per Michael Hardwick, es va emetre el 1964 al BBC Light Program, com a part de la sèrie de ràdio 1952–1969 protagonitzada per Carleton Hobbs com Holmes i Norman Shelley com Watson.
L'aventura dels tres Garridebs va ser dramatitzat per a la BBC Radio 4 el 1994 per David Ashton com a part de la sèrie de ràdio 1989-1998 protagonitzada per Clive Merrison com Holmes i Michael Williams com Watson, amb Lou Hirsch com John Garrideb.
El 2009, la història va ser adaptada per a la ràdio com a part de The Classic Adventures of Sherlock Holmes, una sèrie del programa de ràdio nord-americà Imagination Theatre, amb John Patrick Lowrie com a Holmes i Lawrence Albert com a Watson.

### Televisió
La llavors recentment formada NBC va demanar permís a Lady Conan Doyle per produir  The Three Garridebs per a la televisió nord-americana el 1937. Aquesta seria la primera adaptació televisiva del detectiu de Doyle. Louis Hector va interpretar a Holmes amb William Podmore com a Watson.
El 1994 la història va ser novament adaptada per a la televisió. Jeremy Brett es va emmalaltir durant la producció de l'adaptació de Granada Television d'aquesta història (que també va ser una fusió amb "La pedra de Mazarin" i es va emetre sota aquest últim títol) i per això el paper de Holmes a la trama va ser assumit per Mycroft Holmes, amb Charles Gray cridat amb poca antelació per repetir el seu paper de germà gran de Sherlock. Alguns assenyalen que "A més de ser immensament entretingut, Les memòries de Sherlock Holmes té el desafortunat avantatge de rastrejar el declivi de la salut de Jeremy Brett, episodi per episodi".
El cas es fa referència a l'episodi de Sherlock "The Final Problem", quan el tercer germà Holmes, Eurus Holmes, després d'haver pres el control de la presó de la seva illa, desafia Sherlock a identificar quin dels tres germans Garrideb (Nathan, Howard i Alex) va assassinar un home anomenat Evans fa uns mesos o els matarà a tots tres. Sherlock és capaç d'identificar quin germà va cometre el crim a partir de fotografies i una descripció del tiroteig, eliminant els altres dos, ja que un no tenia el control del motor adequat i l'altre portava unes ulleres que s'haurien trencat quan el rifle que utilitzava va retrocedir. Tanmateix, l'Eurus mata els dos germans innocents, i quan Watson expressa la seva commoció, executa el culpable de totes maneres només per veure si se sent diferent.